# Jerzy IV (katolikos Ormian)
Jerzy IV, imię świeckie Grigor Kerestedżian (ur. 5 lipca 1813 w Konstantynopolu, zm. 6 grudnia 1882 w Wagharszapacie) – biskup Apostolskiego Kościoła Ormiańskiego, w latach 1866-1882 Katolikos Wszystkich Ormian.

## Życiorys
Ukończył liceum Żarangaworac w Konstantynopolu. Święcenia kapłańskie w Apostolskim Kościele Ormiańskim przyjął w wieku dwudziestu dwóch lat. W 1841 otrzymał godność wardapeta. Od 1844 kierował diecezją Bursy, zaś w 1848 został wyświęcony na biskupa.
17 października 1858 został wybrany na ormiańskiego patriarchę Konstantynopola. Na katedrze tej pozostał przez niecałe dwa lata, musiał z niej odejść w kwietniu 1860, gdyż nie godził się z wieloma artykułami nowej konstytucji Imperium Osmańskiego, w której redagowaniu brał udział. W październiku 1861 powrócił na katedrę Brusy. W 1866 został wybrany na Katolikosa Wszystkich Ormian.
Angażował się w rozwój ormiańskiego szkolnictwa w Imperium Osmiańskim. W 1867 utworzył w Eczmiadzynie komisję, która miała zadbać o otwarcie szkoły w każdej miejscowości, w której żyli Ormianie. Siedem lat później otworzył seminarium duchowne w Eczmiadzynie, któremu nadano następnie jego imię. Z jego inicjatywy rozpoczęto wydawanie ormianoznawczego miesięcznika "Ararat", otwarto przy katedrze w Eczmiadzynie muzeum, unowocześniono miejscową drukarnię, uporządkowano zbiory ormiańskich rękopisów. W 1879 wzniósł kościół na miejscu pochówku Mesropa Masztoca.
Opowiadał się przeciwko zmianom w ormiańskiej doktrynie i praktyce liturgicznej. W 1866 w liście pasterskim stwierdzał, że nauczanie Apostolskiego Kościoła Ormiańskiego nie powinno być modyfikowane, a językiem liturgicznym Kościoła winien pozostać klasyczny język ormiański (grabar); posługiwanie się językiem nowoormiańskim - aszcharabarem - dopuszczał jedynie w homiliach i pouczeniach. Uporządkował wykorzystywane w Kościele księgi liturgiczne z zapisami pieśni kościelnych. Na jego zaproszenie teoretyk muzyki N. Taszczian upowszechnił ormiańską notację nutową opracowaną w 1813. Jerzy IV gromadził ormiańskie pieśni i melodie liturgiczne, wydając je następnie w cyklu ksiąg liturgicznych publikowanych w latach 1874-1878. Na urzędzie pozostał do śmierci w 1882. W okresie sprawowania przez niego urzędu Eczmiadzyn stał się jednym z najważniejszych centrów ormiańskiego ruchu niepodległościowego, którym pozostał także w latach następnych.